# Bartosz Frankowski
Bartosz Frankowski (ur. 23 września 1986) – polski sędzia piłkarski (Kujawsko-Pomorski Związek Piłki Nożnej), sędzia Ekstraklasy (od 2011) i międzynarodowy (od 2014).

## Kariera sędziowska
20 marca 2014 roku zadebiutował jako sędzia międzynarodowy, prowadząc spotkanie rundy elitarnej Mistrzostw Europy U-17 pomiędzy reprezentantami Holandii i Austrii.
24 lipca 2014 roku po raz pierwszy poprowadził mecz w rozgrywkach Ligi Europy UEFA w meczu II rundy eliminacyjnej pomiędzy IFK Göteborg a Győri ETO FC.
20 lipca 2016 zadebiutował w Lidze Mistrzów UEFA jako arbiter meczu II rundy eliminacyjnej pomiędzy Celtic F.C. a Lincoln Red Imps FC.

## Kontrowersje
6 sierpnia 2024 miał pełnić funkcję sędziego VAR podczas meczu eliminacyjnego Ligi Mistrzów między Dynamo Kijów a Rangers F.C, rozgrywanego w Lublinie. W nocy z 5 na 6 sierpnia, wspólnie z innym sędzią, Tomaszem Musiałem, został zatrzymany przez policję w związku z kradzieżą znaku drogowego, w wyniku czego został odsunięty od prowadzenia spotkania. Badanie wykazało, że znajdował się w stanie nietrzeźwości i miał 1,5‰ alkoholu we krwi. Trafił również na izbę wytrzeźwień.
Dzień później, 7 sierpnia 2024, w trakcie wywiadu udzielonego na Kanale Sportowym, przyznał, że skradzionym znakiem był znak nakazu. W związku ze zdarzeniem został ukarany przez UEFA pięciomiesięczną dyskwalifikacją oraz dodatkowo siedmiomiesięczną dyskwalifikacją w zawieszeniu na dwuletni okres próbny. Ponadto nałożono na niego karę finansową w wysokości 25 tys. złotych (według innych źródeł 25 tysięcy euro). Zgodnie z decyzją federacji, nie mógł prowadzić meczów organizowanych przez UEFA do czerwca 2025 roku, co uzasadniono naruszeniem podstawowych zasad dobrego zachowania i naruszeniem reputacji federacji.
Frankowski wydał także publiczne oświadczenie w związku z zaistniałą sytuacją.
...Pragnę zauważyć, że w trakcie zajścia nie byłem agresywny, współpracowałem z funkcjonariuszami policji, a na koniec ukarany zostałem mandatem.
Wspomniane wydarzenie było pierwszym takim z moim udziałem, a przez dwadzieścia dwa lata swojego sędziowania starałem się wypełniać swoje obowiązki profesjonalnie i unikać skaz na wizerunku.
Popełniłem okropny błąd, którego bardzo żałuję. Przyjmę czekające mnie konsekwencje z pokorą, lecz jednocześnie chciałbym liczyć, że będzie mi dane kiedyś odbudować Państwa zaufanie.
Jego miejsce na liście sędziów międzynarodowych zajął Wojciech Myć.
Frankowski powrócił do pełnienia obowiązków sędziowskich 2 lutego 2025 jako sędzia techniczny podczas meczu Jagiellonia Białystok – Radomiak Radom. Do roli sędziego głównego powrócić w spotkaniu pomiędzy Pogonią Siedlce a Ruchem Chorzów, rozegranym w ramach rozgrywek Betclic 1 liga.

## Statystyki
Sędziowane spotkania według rozgrywek:
| Rozgrywki                   | Ilość spotkań | Żółte kartki | Czerwone kartki | Podyktowane rzuty karne |
| --------------------------- | ------------- | ------------ | --------------- | ----------------------- |
| Ekstraklasa                 | 304           | 1283         | 33              | 103                     |
| 1 liga                      | 41            | 193          | 3               | 18                      |
| Puchar Polski               | 26            | 107          | 4               | 5                       |
| Kwalifikacje do Ligi Europy | 12            | 58           | 2               | 3                       |
| UEFA Youth League           | 10            | 41           | 0               | 3                       |
| Łącznie                     | 393           | 1 682        | 42              | 132                     |

Dane na 01.07.2025, minimum 10 przeprowadzonych spotkań w danych rozgrywkach.

## Mecze sędziowane w Lidze Mistrzów UEFA
| Runda               | Data       | Mecz                                  |           |   |   |
| ------------------- | ---------- | ------------------------------------- | --------- | - | - |
| II runda eliminacji | 20.07.2016 | Celtic F.C. 3 – 0 Lincoln Red Imps FC | 1 (0 + 1) | 0 | 0 |
| Razem               | –          | 1                                     | 1         | 0 | 0 |

## Mecze sędziowane w Lidze Europy UEFA
| Runda                | Data       | Mecz                                         |           |           |           |
| -------------------- | ---------- | -------------------------------------------- | --------- | --------- | --------- |
| II runda eliminacji  | 24.07.2014 | IFK Göteborg 0 – 1 Győri ETO FC              | 4 (1 + 3) | 1 (0 + 1) | 0         |
| I runda eliminacji   | 02.07.2015 | FK Crvena zvezda Belgrad 0 – 2 Kajrat Ałmaty | 3 (1 + 2) | 1 (1 + 0) | 0         |
| II runda eliminacji  | 16.07.2015 | FC Koper 3 – 2 Hajduk Split                  | 5 (3 + 2) | 0         | 0         |
| I runda eliminacji   | 07.07.2016 | Cork City F.C. 1 – 1 Linfield F.C.           | 5 (1 + 4) | 0         | 1 (1 + 0) |
| II runda eliminacji  | 13.07.2017 | Beitar Jerozolima 1 – 1 Botew Płowdiw        | 2 (0 + 2) | 0         | 0         |
| III runda eliminacji | 27.07.2017 | Girondins Bordeaux 2 – 1 Videoton FC         | 6 (3 + 3) | 0         | 0         |
| Razem                | –          | 6                                            | 25        | 2         | 1         |